# Prix du President
Prix du President är ett travlopp för femåriga och äldre hingstar/valacker och ston som äger rum i början av september på Hippodrome de Avenches i Avenches i Schweiz. Det är ett Grupp 2-lopp.
Loppet körs över 2350 meter på banan Avenches, med autostart. Den samlade prissumman är 54 000 euro, och 25 000 euro i första pris. Loppet ingår i serien Tour Europeen du Trotteur Francais.
Loppet kördes för första gången 2000 och vinnaren av loppet var Prahler som tränas av Pierre Levesque och kördes av Pierre Vercruysse.

## Vinnare
| År   | Häst                                              | Far                                               | Kusk                                              | Tränare                                           | Distans                                           | Tid/km                                            |
| ---- | ------------------------------------------------- | ------------------------------------------------- | ------------------------------------------------- | ------------------------------------------------- | ------------------------------------------------- | ------------------------------------------------- |
| 2023 | Cash du Rib                                       | Ready Cash                                        | Jean Loic Claude Dersoir                          | Jean Loic Claude Dersoir                          | 2 350 m                                           | 1'13"5                                            |
| 2022 | Ecureuil Jenilou                                  | Village Mystic                                    | Gwenn Junod                                       | Louis Baudron                                     | 2 350 m                                           | 1'13"8                                            |
| 2021 | Feydeau Seven                                     | [Redeo Josselyn                                   | Joseph Verbeeck                                   | Jean-Michel Bazire                                | 2 350 m                                           | 1'12"0                                            |
| 2020 | Inställt p.g.a. den pågående coronaviruspandemin. | Inställt p.g.a. den pågående coronaviruspandemin. | Inställt p.g.a. den pågående coronaviruspandemin. | Inställt p.g.a. den pågående coronaviruspandemin. | Inställt p.g.a. den pågående coronaviruspandemin. | Inställt p.g.a. den pågående coronaviruspandemin. |
| 2019 | Bon Copain                                        | Love You                                          | Christophe de Groote                              | Christophe de Groote                              | 2 350 m                                           | 1'16"4                                            |
| 2018 | Aubrion du Gers                                   | Memphis du Rib                                    | Joseph Verbeeck                                   | Jean-Michel Bazire                                | 2 350 m                                           | 1'12"0                                            |
| 2017 | Bird Parker                                       | Ready Cash                                        | Joseph Verbeeck                                   | Philippe Allaire                                  | 2 350 m                                           | 1'12"1                                            |
| 2016 | Swedishman                                        | Gogo                                              | Clément Duvaldestin                               | Thierry Duvaldestin                               | 2 350 m                                           | 1'13"8                                            |
| 2015 | Ricimer                                           | Hermes du Buisson                                 | Herve Sionneau                                    | Herve Sionneau                                    | 2 350 m                                           | 1'12"8                                            |
| 2014 | Sometime                                          | Blue Dream                                        | Christophe Martens                                | Vincent Martens                                   | 2 350 m                                           | 1'12"4                                            |
| 2013 | Solea Rivellière                                  | Calife des Noues                                  | Philippe Daugeard                                 | Philippe Daugeard                                 | 2 350 m                                           | 1'13"6                                            |
| 2012 | Punchy                                            | Fortuna Fant                                      | Jean Boillereau                                   | Jean Boillereau                                   | 2 350 m                                           | 1'13"9                                            |
| 2011 | Nimrod Borealis                                   | Arnaqueuer                                        | Loic Desire Abrivard                              | Matthieu Abrivard                                 | 2 350 m                                           | 1'13"7                                            |
| 2010 | Pomerol de Laumac                                 | Viking's Way                                      | Franck Ouvrie                                     | Franck Boismartel                                 | 2 350 m                                           | 1'13"9                                            |
| 2009 | Nimrod Borealis                                   | Arnaqueuer                                        | Matthieu Abrivard                                 | Matthieu Abrivard                                 | 2 350 m                                           | 1'13"4                                            |
| 2008 | Olga du Biwetz                                    | Cezio Jossely                                     | Joseph Verbeeck                                   | Sébastien Guarato                                 | 2 350 m                                           | 1'15"6                                            |
| 2007 | Pirogue Jenilou                                   | Blue Eyes America                                 | Louis Baudron                                     | Jean Baudron                                      | 2 350 m                                           | 1'13"6                                            |
| 2006 | L'hassa                                           | Capriccio                                         | Pierre Levesque                                   | Pierre Levesque                                   | 2 350 m                                           | 1'14"0                                            |
| 2005 | Kito du Vivier                                    | Quito de Talonay                                  | Joseph Verbeeck                                   | Franck Boismartel                                 | 2 350 m                                           | 1'15"8                                            |
| 2004 | Time of Change                                    | Armbro Kaiser                                     | Gerhard Biendl                                    | Gerhard Biendl                                    | 2 350 m                                           | 1'14"3                                            |
| 2003 | Simb Moonrunner                                   | Turbo Thrust                                      | Ulf Nordin                                        | Ulf Nordin                                        | 2 350 m                                           | 1'13"9                                            |
| 2002 | Fabiano Bello                                     | Noble Atout                                       | Andre Le Courtois                                 | Andre Le Courtois                                 | 2 350 m                                           | 1'14"6                                            |
| 2001 | Zinzan Brooke Tur                                 | Enguerillero                                      | Marco Smorgon                                     | Marco Smorgon                                     | 2 350 m                                           | 1'17"7                                            |
| 2000 | Prahler                                           | Cheetah                                           | Pierre Vercruysse                                 | Pierre Levesque                                   | 2 350 m                                           | 1'16"6                                            |